# گمینا کروچتسه
گمینا کروچتسه (به لهستانی:  Gmina Kroczyce) یک گمینا در لهستان است که در شهرستان زاویرچیه واقع شده‌است. گمینا کروچتسه ۱۱۰٫۱۵ کیلومتر مربع مساحت و ۶٬۲۵۰ نفر جمعیت دارد.